# Good King Wenceslas
Good King Wenceslas est un célèbre chant de Noël anglais qui raconte l'histoire d'un roi de Bohême bravant le froid de l'hiver pour offrir l'aumône à un paysan pauvre pour la Saint-Étienne (26 décembre, le lendemain de Noël).
Pendant le voyage, son page est sur le point d'abandonner la lutte contre le froid mais peut néanmoins continuer son chemin en mettant ses pas dans ceux qu'a laissés le roi dans la neige. La légende est fondée sur la vie du véritable saint Venceslas de Bohême (907–935).

## Historique

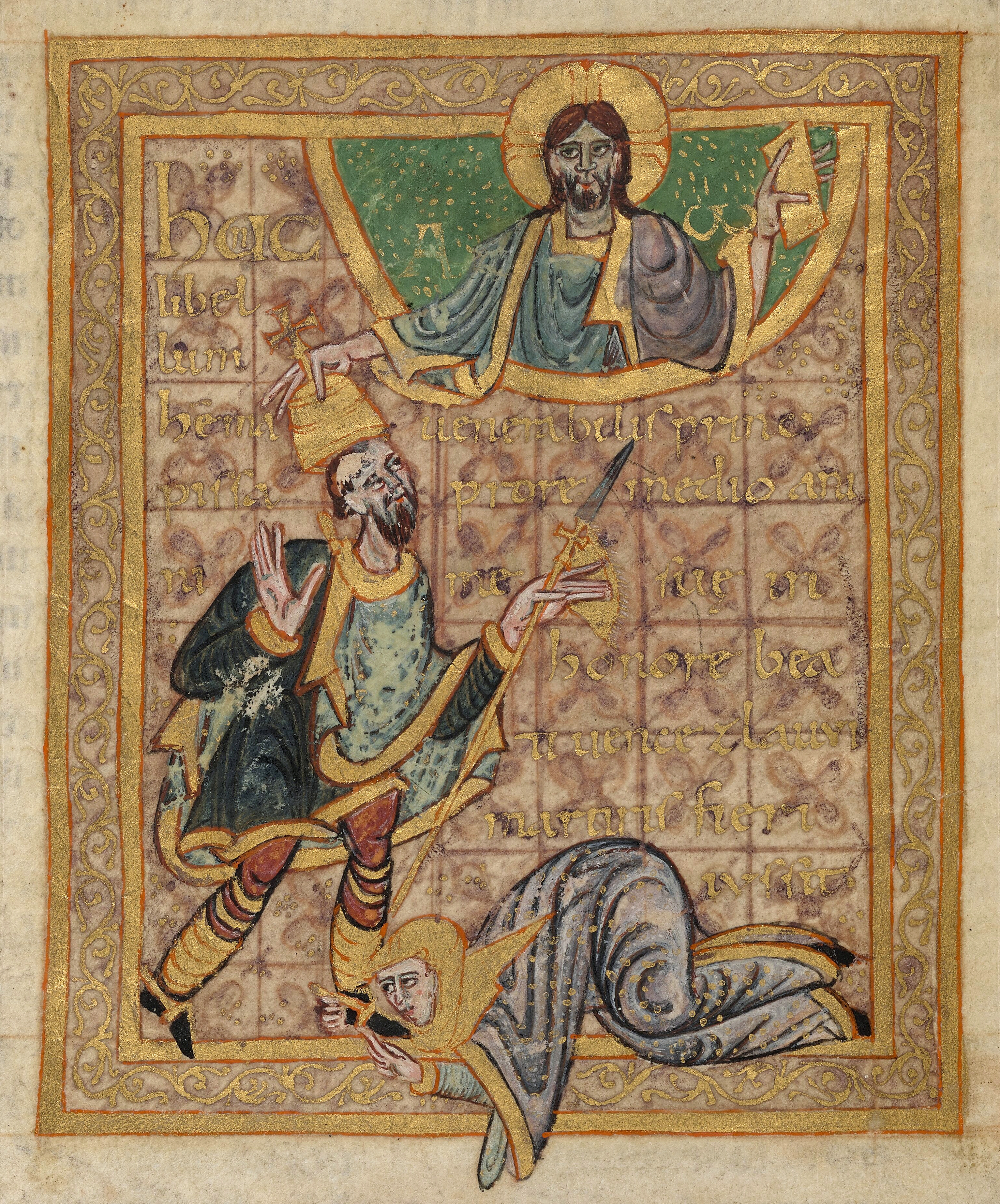
Venceslas recevant la couronne des martyrs, Gumpoldi Vita Vencezlavi Ducis Bohemiae (Xe siècle)

Venceslas, duc de Bohême, que ses hagiographes présentent comme un chrétien fervent, se distingue par sa piété, sa bienveillance et son pacifisme. Il transforme la société dans les domaines religieux et institutionnels. Néanmoins, il doit affronter l'opposition des nobles de son duché. Il est assassiné par son frère Boleslav, accompagné d'autres conspirateurs, devant la porte de l'église de Stará Boleslav en 929, ou 935.
Peu d'années plus tard, Boleslav, repentant, fait transporter la dépouille de son frère à l'intérieur de la cathédrale Saint-Guy de Prague. Son tombeau y demeure dans la chapelle Saint-Venceslas. L'Église catholique, l'intègre dans le calendrier romain général en 1670 et le fête le 28 septembre, en tant que martyr. L'Église orthodoxe le fête à la même date. Venceslas est le saint patron de la République tchèque, de la Pologne, des brasseurs de bière, des prisonniers et des enfants de chœur.
Dès au Xe siècle, les hagiographies s'étendent à toute l'Europe et parviennent jusqu'en Angleterre. L'image du « roi juste » a un impact important sur les sociétés médiévales. C'est ainsi que des nombreuses légendes se créent, comme le roi Venceslas habitué à courir pieds nus toutes les nuits, à aller dans les églises ou à distribuer des aumônes.

### Mélodie

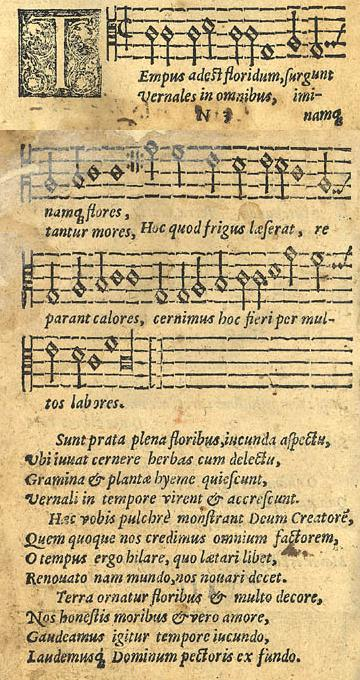
"Tempus adest floridum", 1582

### Texte

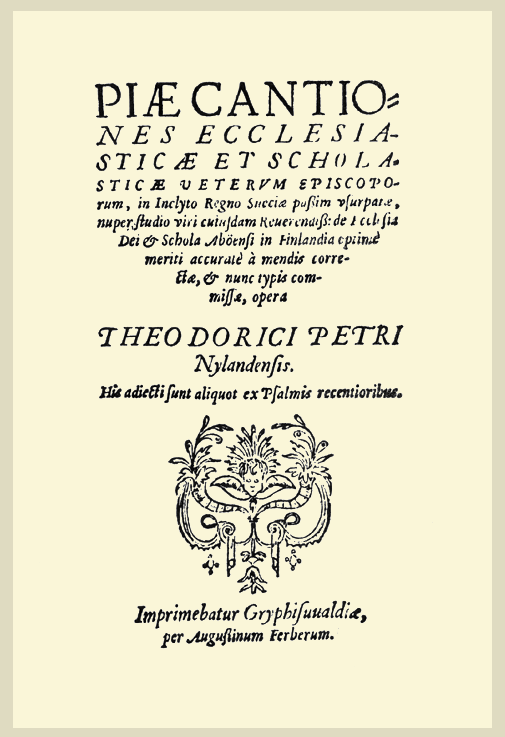
"Piae Cantiones", source : bibliothèque de l'Université de Jyväskylä, Finlande

En 1853, le compositeur d'hymnes religieux anglais John Mason Neale écrit les paroles de Wenceslas, en collaboration avec son éditeur musical Thomas Helmore. Le chant parait pour la première fois dans Carols for Christmas-Tide la même année. Les paroles de Neale sont écrites sur la mélodie d'un chant de printemps du XIIIe siècle – Tempus adest floridum – publié pour la première fois en 1582 dans Piæ cantiones, un recueil finlandais de chants en latin médiéval.

## Paroles
| Good King Wenceslas (1853) de John Mason Neale | Tempus adest floridum (Piæ cantiones) |
| --- | --- |
| Good King Wenceslas looked out, on the Feast of Stephen, When the snow lay round about, deep and crisp and even; Brightly shone the moon that night, tho' the frost was cruel, When a poor man came in sight, gath'ring winter fuel. "Hither, page, and stand by me, if thou know'st it, telling, Yonder peasant, who is he? Where and what his dwelling?" "Sire, he lives a good league hence, underneath the mountain; Right against the forest fence, by Saint Agnes' fountain." "Bring me flesh, and bring me wine, bring me pine logs hither: Thou and I will see him dine, when we bear them thither." Page and monarch, forth they went, forth they went together; Through the rude wind's wild lament and the bitter weather. "Sire, the night is darker now, and the wind blows stronger; Fails my heart, I know not how; I can go no longer." "Mark my footsteps, good my page. Tread thou in them boldly Thou shalt find the winter's rage freeze thy blood less coldly." In his master's steps he trod, where the snow lay dinted; Heat was in the very sod which the saint had printed. Therefore, Christian men, be sure, wealth or rank possessing, Ye who now will bless the poor, shall yourselves find blessing. | Tempus adest floridum, surgunt namque flores Vernales in omnibus, imitantur mores Hoc quod frigus laeserat, reparant calores Cernimus hoc fieri, per multos labores. Sunt prata plena floribus, iucunda aspectu Ubi iuvat cernere, herbas cum delectu Gramina et plantae hyeme quiescunt Vernali in tempore virent et accrescunt. Haec vobis pulchre monstrant Deum creatorem Quem quoque nos credimus omnium factorem O tempus ergo hilare, quo laetari libet Renovato nam mundo, nos novari decet. Terra ornatur floribus et multo decore Nos honestis moribus et vero amore Gaudeamus igitur tempore iucundo Laudemusque Dominum pectoris ex fundo. |

## Dans la culture
Sauf indication contraire ou complémentaire, les informations mentionnées dans cette section proviennent du générique de fin de l'œuvre audiovisuelle présentée ici.
- Love Actually - Hugh Grant

cette chanson est chanté par Sheldon Cooper lors d'une partie de donjon et dragon dans l'episode 11 de la saison 6 The Big Bang Theory.

## Adaptation moderne
En 2006, le groupe folk rock Blackmore's Night adapte la chanson sur son album de chants de Noël Winter Carols.